# Pike megye (Ohio)
Pike megye az Amerikai Egyesült Államokban, azon belül Ohio államban található. Megyeszékhelye és legnagyobb városa Waverly. Lakosainak száma 27 088 fő (2020. április 1.). Pike megye Adams, Highland, Ross, Jackson és Scioto megyékkel határos.

## Népesség
A megye népességének változása:
| Lakosok száma | 28 728 | 28 646 | 28 515 | 28 367 | 28 217 | 27 088 |
|               | 2010   | 2011   | 2012   | 2013   | 2015   | 2020   |